# EC 상벤투
이스포르치 클루비 상벤투(Esporte Clube São Bento)는 상벤투로 잘 알려진 브라질의 축구단으로 상파울루주의 소로카바를 연고로 한다.

## 선수 명단

### 현역
참고: FIFA 자격 규정에 따라 소속된 국가대표팀 국기를 표시합니다. 선수는 복수의 FIFA 비회원국 국적을 가지고 있을 수 있습니다.
| 번호 | 포지션 | 국적 | 이름 |
| ---- | ------ | ---- | ---- |

| 번호 | 포지션 | 국적 | 이름 |
| ---- | ------ | ---- | ---- |

## 역대 감독
| 감독                | 임기 |
| ------------------- | ---- |
| 네우시뉴 바프치스타 | 1985 |
| 파울루 실라스       | 2019 |